# Бенедикт VIII (папа)
Папа Бенедикт VIII (на латински: Benedictus.PP.VIII) роден Теофилакт (на италиански: Teofilatto) е член на благородническото семейство, графове на Тускуло, към което принадлежат и Йоан IX, Йоан XII, както и брат му, бъдещия папа Йоан XIX и племенникът им Бенедикт IX.
През 1014 г., при коронацията на германския император Хенрих II, папа Бенедикт VIII прибавя за пръв път към символа на вярата и filioque (и от сина). Това се счита за окончателното въвеждане на филиокве от Католическата църква.